# 黍部
黍部（）は、漢字を部首により分類したグループの一つ。
康熙字典214部首では202番目に置かれる（12画の2番目、亥集の16番目）。

## 概要
「黍」字はイネ科穀物のキビを意味する。その外皮を取り去った実は糧食にされたり、酒の原材料とされた。
中国華北では黄河文明以来、殷周時代にかけてアワとともに主食であり、五穀の一つに挙げられている。
『説文解字』に「黍は禾の属にして黏（ねば）る者なり」と記載されており、アワとの違いはその粘り気に注目されていた（このため「黍」字を糯粟や糯米の意と解することがある）。
その字形は小篆については『説文解字』によると意符の「禾」と声符の「雨」の省略形からなるとし、孔子の説として「黍は酒となることができるので、禾・入・水からなる」としているが、甲骨文は黍の形に象っている。
偏旁の意符としてはキビや粘りに関することを示す。
黍部はこのような意符を構成要素に持つ漢字を収める。

## 部首の通称
- 日本：きび
- 韓国：기장서부（gijang seo bu、キビの黍部）
- 英米：Radical millet

## 部首字
黍
- 中古音
  - 広韻 - 舒呂切、語韻、上声
  - 詩韻 - 語韻、上声
  - 三十六字母 - 審母
- 現代音
  - 普通話 - ピンイン：shǔ 注音：ㄕㄨˇ ウェード式：shu3
  - 広東語 - Jyutping:syu2 イェール式:syu2
- 日本語 - 音：ショ（漢音） 訓：きび
- 朝鮮語 - 音：서(seo) 訓：기장（gijang、キビ）

## 例字
- 黍
  - 3:黎、5:黏、10:黐

### 最大画数
16:𪐔、𪐕、𪐖